# John Strathdee
John Strathdee (* 1936 in San Francisco) ist ein US-amerikanischer theoretischer Physiker (Elementarteilchenphysik, Quantenfeldtheorie).

## Leben
John Strathdee erwarb 1956 seinen Bachelor-Abschluss an der McGill University und war danach ein Jahr an der Universität Cambridge, wo er Vorlesungen des späteren Physik-Nobelpreisträgers Abdus Salam hörte. 1957 bis 1959 war er am Dublin Institute for Advanced Studies. Nach Militärdienst ging er 1961 an das Imperial College London zu Abdus Salam, promovierte bei diesem und folgte ihm 1964 nach Triest.
Von 1965 bis 1993 war er ein enger Mitarbeiter von Salam in Triest am International Centre for Theoretical Physics (ICTP). Die typische Zusammenarbeit sah so aus, dass der vor Ideen übersprudelnde Salam bei einem seiner kurzen Besuche in Triest Strathdee seine neuen Einfälle vortrug und dieser diese in den folgenden Wochen näher untersuchte, die Spreu vom Weizen trennte und weiter ausarbeitete. Ein weiterer enger Mitarbeiter von Salam in Triest war Robert Delbourgo, der wie Strathdee die Fähigkeit hatte, lange verwickelte Rechnungen akkurat auszuführen. Hinzu kamen die herausragenden mathematischen Fähigkeiten von Strathdee und seine Kenntnisse auf verschiedenen Gebieten der theoretischen Physik.
Von Salam und Strathdee stammt der Superfeld-Formalismus für supersymmetrische Feldtheorien, der in Superräumen mit Grassmann-Koordinaten zusätzlich zu den gewöhnlichen Raum-Zeit-Koordinaten formuliert wird. Der Superfeld-Formalismus erwies sich als wesentliche Verbesserung und Vereinfachung in der Behandlung supersymmetrischer Theorien. Salam und Strathdee zeigten auch wie man irreduzible Darstellungen von Superalgebren erhält. Weitere Arbeiten mit Salam betreffen nichtlineare Darstellungen der Poincaré-Gruppe und konformen Gruppe im Rahmen von Untersuchungen zur Quantengravitation, der Möglichkeit Spin und SU(3) Symmetrie zu SU(6) vereinigen und Lösungsverfahren für Feldtheorien mit nichtpolynomialer Wechselwirkung. Von Salam und Strathdee stammen wichtige Beiträge für die Kaluza-Klein-Kompaktifizierung zum Beispiel der 11 Dimensionen von N=8 Supergravitation zu 4 Raum-Zeit Dimensionen. In einem speziellen Fall, in dem von sechs Dimensionen zunächst zwei auf einer 2-Sphäre kompaktifiziert werden, zeigten beide, dass die sich ergebende vierdimensionale Theorie SU (2)x U(1) Symmetrie hatte mit chiralen Fermionen ist. Das war damals wichtig da das einen Mechanismus zur Erzeugung chiraler Fermionen aus höherdimensionalen nicht-chiralen Theorien zeigte (im Standardmodell sind die Fermionen chiral). Bald darauf zeigten sie dies bei acht zu kompaktifizierenden Dimensionen. Strathdee und Salam arbeiteten auch über (Super-)Stringtheorien zusammen und Chern-Simons-Theorien im Rahmen von Theorien für Hochtemperatursupraleiter.